# Distrito de Aquin
El distrito de Aquin (en francés arrondissement d'Aquin; y en criollo haitiano: awondisman Aken) es una división administrativa haitiana, que está situada en el departamento de Sur.

## División territorial
Está formado por el reagrupamiento de tres comunas:
- Aquin
- Cavaillon
- Saint-Louis-du-Sud